# 要素主義
要素主義（ようそしゅぎ、elementalism、エレメンタリズム）とは、テオ・ファン・ドースブルフが、新造形主義を乗り越えることを目的として、1920年代半ばに主張した美術理論。1920年代半ば以降のデ・ステイルの指導理論ともなった（雑誌「デ・ステイル」において主張された）。
新造形主義の厳格で抑制的・禁欲的な理論は、単純や平板に向う傾向があり、むしろ、実作品において表現等の自由さ・多様性を奪う面は否定できなかった。また、絵画よりも建築を重視するデ・ステイルにおいては、新造形主義（立方体・直方体・非曲面）を徹底することは、特に建築・インテリア・家具において、現実的な困難を伴った。
これらの理由により、新造形主義から距離をおき、それを乗り越えることを目的として、要素主義が主張された。特に、ドースブルフは、「垂直線・水平線」に加えて、「斜線」を導入し、新造形主義に否定的な見解を示したため、ピエト・モンドリアンと決定的に対立し、モンドリアンはデ・ステイルを離れることとなった。